# 王汝訥
王汝訥（？年—1869年），字子默。直隸省永平府灤州（今河北省唐山市灤縣）人，原籍卢龙县滤马庄，清朝官员、詩人。

## 經歷
自幼聰穎，擅長詩、古文辭。
道光二十九年（1849年）己酉拔贡，同年鄉試解元。咸豐十年（1860年）庚申恩科第二甲第三十四名進士出身。補授工部主事，十月記名以軍機章京任用。
同治元年（1862年）四月以工部主事入直軍機處。三年（1864年）二月升候補工部員外郎。七月再升候補工部郎中。其後擢湖廣道監察御史。
同治七年（1868年）簡任外放山東濟南府知府，隨即署理青州府知府。到任之處都有良好官聲。
王汝訥的家世雖然富有卻非官宦之家，其性格節儉，任官不聘用隨扈。同治八年（1869年）八月仲秋拂曉時分前往祭告龍神；此時一名青州營步兵趙連城謀刺該營參將，預先伏身暗處，突襲行刺，誤刺王汝訥，重創王汝訥的左大腿，隔天王汝訥不治身亡，青州士民惋惜悲痛。此事奏聞朝廷後，贈太僕寺卿，並廕王汝訥之一子為廕生。